# Modlivý důl (přírodní rezervace)
Modlivý důl je přírodní rezervace poblíž obce Potštejn v okrese Rychnov nad Kněžnou. Důvodem ochrany je zachování lesního porostu s původní dřevinnou skladbou lesů Středního Poorličí.

## Historie

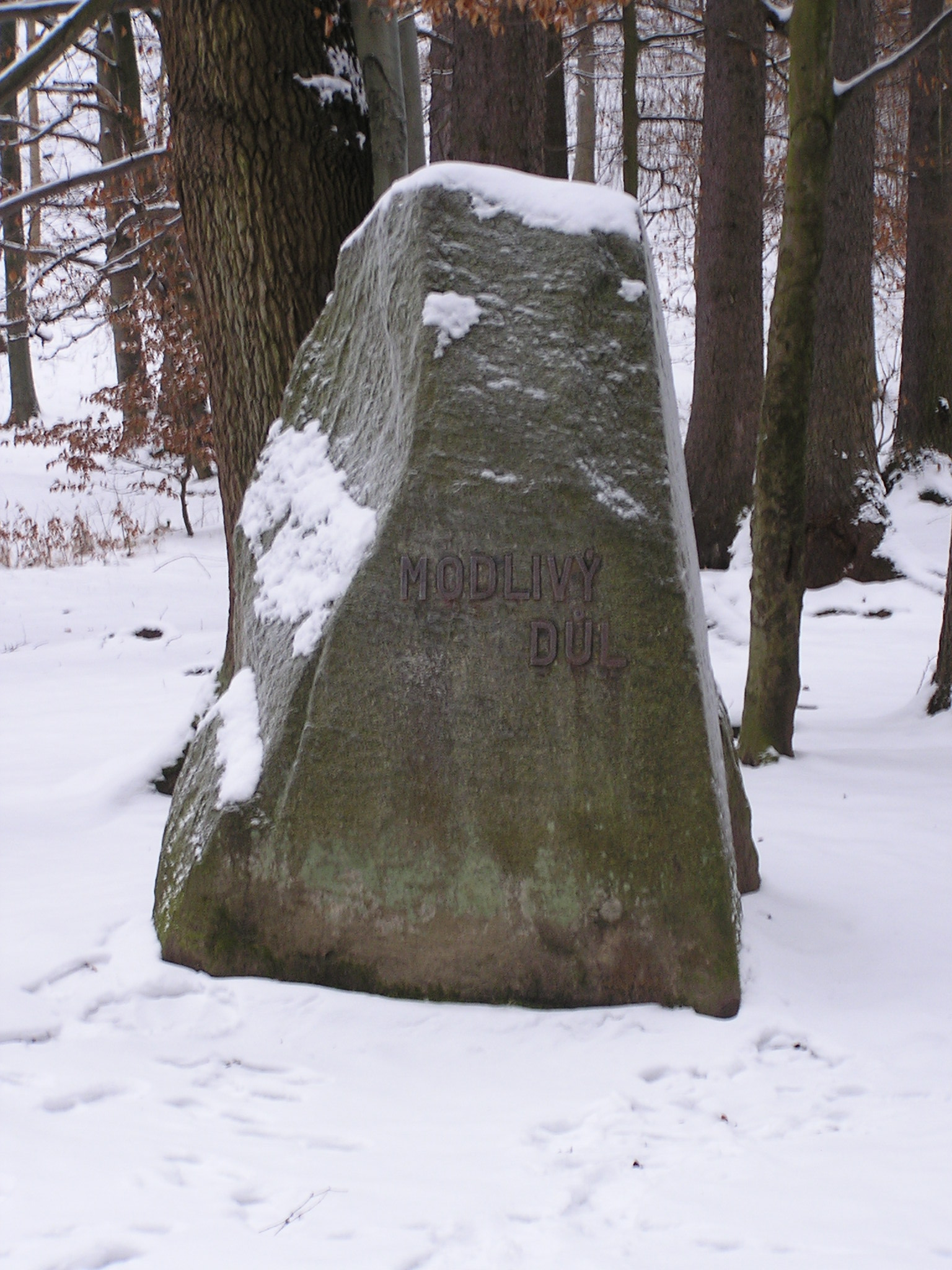
Pomník

V dobách zákazu protestantských církví se v Modlivém dole scházeli Čeští bratři, o čemž píše i Alois Jirásek v knize Poklad. Na památku těchto událostí je v údolí umístěn pomník.
Údolím prochází zelená turistická značka z Potštejna do Brandýsa nad Orlicí. Poblíž pomníku se nachází altánek.